# МоАЗ-6442

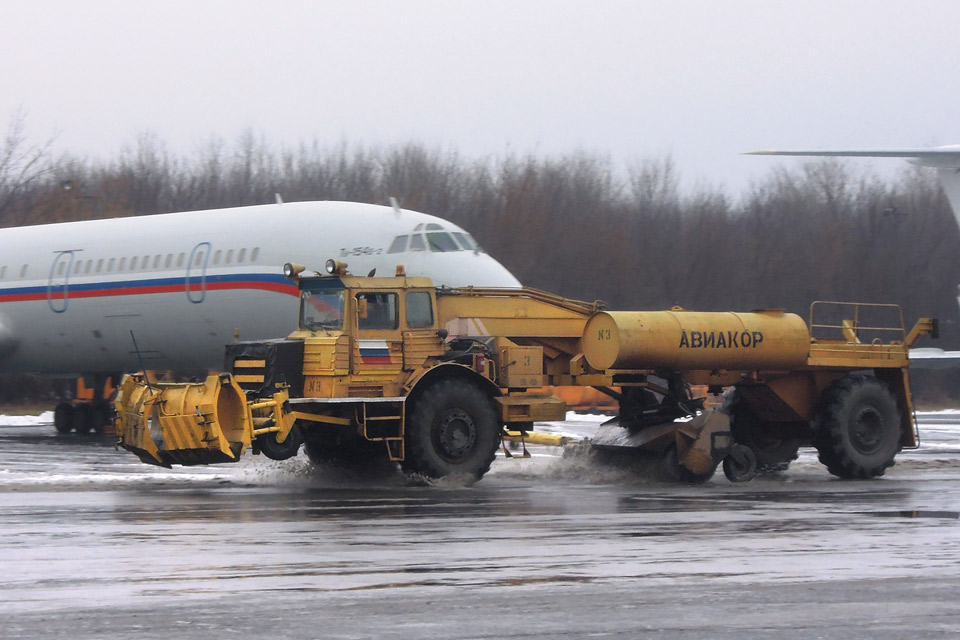
Одноосный тягач МоАЗ-6442 с аэродромной снегоочистительной машиной

МоАЗ-6442 — советский одноосный тягач, предназначенный для работы в составе скрепера МоАЗ-6014, для буксировки пневмоколёсного дорожного катка или спецплатформы для перевозки тяжеловесных грузов. 
МоАЗ-6442 выпускался с 1989 года на Могилёвском автомобильном заводе (МоАЗ).

## История
В 1969 году на МоАЗе параллельно с выпуском одноосных тягачей МАЗ-529 началось производство тягачей МоАЗ-546П, оснащённых вместо двухтактного дизеля ЯАЗ-206 новым четырёхтактным 8-цилиндровым ЯМЗ-238А мощностью 215 л. с. Внешне они отличались от предшественников расположением кабины (слева от капота двигателя вместо расположения за капотом), применением рессорной подвески кузова вместо жёсткой установки его на ведущей оси и другими деталями.
Назначение машин оставалось прежним — буксировка скреперов, установщиков баллистических ракет, автокранов и другого тяжёлого оборудования. В 1989 году завод перешёл на выпуск модернизированной версии тягача — МоАЗ-6442, а также скрепера МоАЗ-6014 на его базе. Был установлен несколько более мощный дизель ЯМЗ-238АМ2 (225 л. с.) и внесены другие изменения.
Трансмиссия от двигателя ЯМЗ-238АМ2 к ведущим колёсам состоит из ручной 5-ступенчатой коробки передач (1-я передача заблокирована) с передачей заднего хода, дополнительной коробки для выбора высшего или низшего ряда передач, ведущего моста с дифференциалом и бортовыми планетарными редукторами с передаточным числом 6. Поворачивает автопоезд за счёт «ломающейся» рамы — позади тягача находится шарнир, на который для поворота действуют два гидравлических гидроцилиндра, по типу трактора К-700 «Кировец» и заднемоторных сочленённых автобусов наподобие ЛиАЗ-6212. Колёса никак не управляются. Тормоза — барабанные, рабочий привод — пневматический, стояночный — пневмопружинный.